# Director's cut
 (octobre 2009).
Si vous disposez d'ouvrages ou d'articles de référence ou si vous connaissez des sites web de qualité traitant du thème abordé ici, merci de compléter l'article en donnant les références utiles à sa vérifiabilité et en les liant à la section « Notes et références ».
Pour les articles homonymes, voir Director's cut (homonymie).
Le terme director's cut — ou en français version du réalisateur ou version d'auteur — est une expression cinématographique anglaise qui qualifie un film dont le montage a obtenu l'assentiment du réalisateur.
L'expression signifie littéralement « montage du réalisateur » et fait donc référence à la validation par le réalisateur du montage définitif (final cut en anglais).

## Historique
L'expression director's cut vient de l'industrie cinématographique américaine : l'environnement juridique américain fait que le film, en tant que produit fini, appartient totalement à ses producteurs, qui sont également distributeurs dans la plupart des cas. Ils disposent donc d'un droit total sur le film, y compris sur le montage qui sera exploité en salle (le montage définitif), quitte à modifier celui-ci en vue d'optimiser la rentabilité du film, parfois aux dépens du réalisateur et de ses choix. À ce titre, le réalisateur en tant que créateur ne se voit donc reconnaître a priori aucun droit sur le contenu de l'œuvre exploitée (droit qui est reconnu dans plusieurs législations européennes) et il ne peut s'opposer aux modifications apportées, même si elles en dénaturent le propos, la portée ou encore les choix esthétiques.
Seul le rapport de force résultant de la notoriété du réalisateur ou le rachat des droits par celui-ci lui permettent, le cas échéant, d'obtenir une exploitation selon un montage conforme à ses vœux.
Vers la fin des années 1990, le qualificatif évolue vers un argument commercial, notamment pour les films ayant rencontré le succès. Le film ressort alors, quasiment toujours en version allongée, les distributeurs lâchant la bride au réalisateur pour le laisser plus libre du montage. Mais ce dernier remet rarement en question de manière fondamentale la portée du film dans sa version initiale.

## Quelques exemples
Le premier cas le plus célèbre d'une opposition farouche entre l'œuvre filmée et sa désappropriation par le producteur fut Les Rapaces, d'Erich von Stroheim en 1924, que le patron d'alors de la MGM, Irving Thalberg, monta à sa guise en réduisant considérablement la durée (de 8 à 2 heures) et légèrement la portée du film. Stroheim ne put jamais monter le film tel qu'il l'aurait souhaité. En 1999, une version de 4 heures put être établie à partir d'archives retrouvées et des documents du réalisateur.
Autre film emblématique des conséquences de la diffusion de versions non conformes à la volonté du réalisateur, La Porte du paradis de Michael Cimino est d'abord un échec cuisant lors de sa sortie en 1980 : le film est responsable de la faillite de United Artists. En 2012, dans sa version restaurée et remastérisée de 3 h 36 min, il entame une nouvelle carrière auprès du grand public.
Dans les années 1980, Blade Runner (1982) et Brazil (1985), se virent imposer des fins exactement opposées de celles souhaitées (et tournées) par leurs réalisateurs respectifs, Ridley Scott et Terry Gilliam. La notoriété de ceux-ci et surtout le succès des films permirent les sorties ultérieures de director's cut avec les fins initialement filmées et prévues.
En 1993, le réalisateur James Cameron commercialise la director's cut de son film Abyss sorti en 1989. Cette nouvelle version apporte de nombreuses scènes supplémentaires et approfondit la relation amoureuse entre les personnages principaux, elle montre aussi la séquence inédite des tsunamis qui n'apparaît pas dans la version cinéma, faute de budget nécessaire pour achever les effets spéciaux.
George Lucas, créateur de l'univers Star Wars, a retouché plusieurs fois les films de la saga pour des ressorties en salles ou pour des coffrets en DVD ou Blu-ray. La plupart des changements concernent les effets spéciaux, améliorés numériquement en fonction des nouvelles technologies disponibles ainsi que des passages cultes comme l'exécution de Greedo par Han Solo, la scène du Wampa ou l'architecture de la Cité des Nuages. Certains fans critiquent régulièrement ces choix qui dénaturent les films originaux,,.
Dans les années 2020, Zack Snyder crée l'évènement avec le film Zack Snyder's Justice League qui est une version longue de la version cinéma de Justice League, sorti en 2017. Cette version director's cut est publiée principalement en raison de pétitions et de demandes répétées des fans et de certains acteurs du film auprès du studio Warner Bros.. Zack Snyder, qui avait quitté la production du film de 2017, a ensuite pu retravailler le film à sa guise et ainsi livrer sa version director's cut qui sort en 2021. Zack Snyder avait auparavant sorti des versions director's cut de ses précédents films 
L'Armée des morts et Watchmen : Les Gardiens.

## Producer's cut
L'initiative d'un nouveau montage peut également venir des producteurs du film, et non du réalisateur. En 1995, les producteurs de Halloween 6 développent leur propre montage du film après le tournage de nouvelles scènes. Highlander: Endgame (2000) connait également une version remaniée par ses producteurs. Ces derniers n'étaient pas satisfaits de la version sortie en salles imposée par le studio. Un nouveau montage différent et plus long sort ainsi en DVD,.